# Emily Tennant
Emily Tennant (ur. 9 sierpnia 1990 w Vancouver) – kanadyjska aktorka.

## Filmografia
- Feed the Gods jako Brit (2014)
- Christmas Comes Home to Canaan jako Sarah Burton (2011)
- Mr. Young jako Ivy Young (od 2011)
- Battle of the Bulbs jako Susie Wallace (2010)
- Triple Dog jako Sarah (2010)
- Frankie & Alice jako Paige (2010)
- Christmas in Canaan jako Stara Sarah (2009)
- Nie z tego świata jako Fan Paris Hilton (2009)
- Zabójcze ciało jako Gossiping Girl (2009)
- Kocham cię, Beth Cooper jako Raupp`s Sophomore 2 (2009)
- Zombie Punch jako Paige Turner (2009)
- Sanctuary jako Patricia Heathering (2008)
- Valentines jako Jess (2008)
- Riddles of the Sphinx jako Karen (2008)
- jako Virginia Poe (2008)
- Juno jako Pretty-to-Goth Girl (2007)
- Sanctuary jako Mała Helen (2007)
- Destination: Infestation jako Jamie Ross (2007)
- Mistrzowie horroru jako nastoletnia blondynka (2006)
- John Tucker Must Die jako Hallway Girl (2006)
- Dr Dolittle 3 jako Imprezowe Dziecko #2 (2006)
- Reunion jako dziewczyna (2005)
- Stowarzyszenie wędrujących dżinsów jako Krista Rodman (2005)
- The Days jako Pretty Girl #2 (2004)
- Ja, robot jako Mała Dziewczynka (2004)
- Kingdom Hospital jako Mona Klingerman (2004)
- Scooby-Doo 2: Potwory na gigancie jako Mała Daphne (2004)
- Rockpoint P.D. jako Emily (2003)
- Killer Bees! jako Cassidy Harris (2002)
- The Rhino Brothers jako Mellisa Kanachowski (2002)
- Cień anioła jako Language Student 1 (2000)
- Personally Yours jako Hannah Stanton (2000)